# 로지 말레크요난
로지 말레크요난(영어: Rosie Malek-Yonan, 1965년 7월 4일 이란 테헤란 ~ )은 이란 의 아시리아계 배우, 작가이다.